# Ptilinopus merrilli
Ptilinopus merrilli là một loài chim trong họ Columbidae.